# Provincia Socialistă Autonomă Voivodina
Provincia Socialistă Autonomă Voivodina (sârbo-croată:Socijalistička Autonomna Pokrajina Vojvodina, Социјалистичка Аутономна Покрајина Војводина), cunoscută și cu numele P.S.A. Voivodina (Chirilice: САП Војводина) a fost una din cele două regiuni socialiste autonome ale Republicii Socialiste Serbia din 1963 până în 1990 și a făcut parte din Republica Socialistă Federativă Iugoslavia din 1974 până în 1990. Fosta capitală a fost Novi Sad.

## Istorie
Provincia Autonomă Voivodina (1945-1963) concepută în 1945, s-a bucurat de numai de nivelul mic al autonomiei în Serbia. În 1963, numele de provincia a fost schimbat în Provincia Socialistă Autonomă Voivodina. În conformitate cu Constituția Iugoslaviei din 1974, provincia a dobândit drepturi extinse de auto-guvernare, care au definit Voivodina ca unul din subiectele federației iugoslave, de asemenea a primit drepturi de vot echivalente cu cele din Serbia, în colectivitățile prezidențiale ale țării.
Sub conducerea președintelui sârb, Slobodan Miloșevici, Voivodina și Kosovo au fost restaurate la statutul dinainte de 1974 pe 28 septembrie 1990. De asemenea, numele provinciei a redevenit ca Provincia Autonomă Voivodina.

## Demografie
- sârbi = 1,154,664 (56.5%)
- unguri = 385,356 (18.9%)
- croați = 119,157 (5.9%)
- slovaci = 69,549 (3.4%)
- români = 47,289 (2.3%)
- ruteni și ucraineni = 24,306 (1.2%)
- alte naționalități = 238,436 (11.8%)

## Politici
Unicul partid politic în provincie a fost Liga comuniștilor din Voivodina (Savez komunista Vojvodine), care a fost parte din Liga comuniștilor din Serbia (Savez komunista Srbije) și o parte din Liga comuniștilor din Iugoslavia (Savez komunista Jugoslavije).
Constituția Provinciei Socialiste Autonome Voivodina (Ustav Socijalističke Autonomne Pokrajine Vojvodine) a fost un act juridic mai mare al provinciei.

## Președinți

### Președinții luptei antifasciste de eliberare a Voivodinei
- Nikola Grulović (Nicolae Grulovici) (noiembrie 1943-1945)
- Jovan Veselinov (Ioan Veselinov) (1944-1945)

### Președinții adunării naționale PA Voivodina
- Jovan Veselinov (Ioan Veselinov) (1945-iunie 1947)
- Luka Mrkšić (Luca Mrkișici) (iunie 1947-decembrie 1953)
- Stevan Doronjski (Ștefan Doroniski) (decembrie 1953-18 iunie 1963)
- Radovan Vlajković (Radovan Vlaikovici) (18 iunie 1963-20 aprilie 1967)
- Ilija Rajačić (Ilie Raiacici) (20 aprilie 1967-5 iunie 1973)
- Sreten Kovačević (Sreten Covacevici) (5 iunie 1973-noiembrie 1974)

### Președinții președinției Provinciei Socialiste Autonome Voivodina
- Radovan Vlajković (Radovan Vlaikovici) (noiembrie 1974-noiembrie 1981).
- Predrag Vladisavljević (Predrag Vladisavlievici) (noiembrie 1981- mai 1982).
- Danilo Kekić (Daniel Kekici) (mai 1982-mai 1983).
- Đorđe Radosavljević (George Radosavlievici) (mai 1983-4 mai 1984).
- Major Nándor (4 mai 1984-7 mai 1985).
- Predrag Vladisavljević (Predrag Vladisavlievici) (7 mai 1985-mai 1986).
- Đorđe Radosavljević (George Radosavlievici) (mai 1986-mai 1988).
- Major Nándor (mai 1988-mai 1989).
- Jugoslav Kostić (Iugoslav Kostici) (mai 1989-ianuarie 1991).

## Premieri
- Aleksandar Šević (Alexandru Șevici) (9 aprilie 1945-5 septembrie 1947)
- Luka Mrkšić (Luca Mrkișici) (iunie 1947-20 martie 1953)
- Stevan Doronjski (Ștefan Doroniski) (20 martie 1953-decembrie 1953)
- Geza Tikvicki (Geza Tikviți) (decembrie 1953-22 iulie 1962)
- Đurica Jojkić (Diurița Ioikici) (22 iulie 1962-17 iulie 1963)
- Ilija Rajačić (Ilie Raiacici) (17 iulie 1963-20 aprilie 1967)
- Stipan Marušić (Ștefan Marușici) (20 aprilie 1967-octombrie 1971)
- Franjo Nađ (Francisc Nagy) (octombrie 1971-6 mai 1974)
- Nikola Kmezić (Nicolae Kmezici) (6 mai 1974-5 mai 1982)
- Živan Marelj (Jivan Marelie) (5 mai 1982-mai 1986)
- Ion Srbovan (mai 1986-24 octombrie 1989)
- Sredoje Erdeljan (Sredoe Ardelean) (24 octombrie 1989-1989)
- Jovan Radić (Ioan Radici) (1989-1991)